# Wacław żagański
Wacław żagański (ur. 1420–1434, zm. 29 kwietnia 1488 we Wrocławiu) – książę żagański w latach 1439–1449, sprawujący władzę wspólnie z braćmi i matką; w latach 1449–1472 książę na Przewozie wraz z młodszym bratem; w 1476 zrzekł się praw do Głogowa.

## Życiorys

### Pochodzenie
Wacław był trzecim pod względem starszeństwa po Baltazarze i Rudolfie synem księcia żagańskiego Jana I i Scholastyki, córki elektora saskiego Rudolfa III. Urodził się po roku 1420, a przed 1434. W chwili zgonu ojca mógł być niepełnoletni, jednak tylko młodszego od niego brata Jana (ur. 1435) określono w źródłach jako chłopca pozostającego pod opieką matki i braci, co sugeruje większą różnicę wieku między nimi. Imię otrzymał być może na cześć stryja, księcia krośnieńskiego i świebodzińskiego Wacława. Miał trzech braci i sześć sióstr.

### Panowanie
Po śmierci ojca (zm. 1439) wraz z Baltazarem, Rudolfem i Janem oraz matką współrządził księstwem żagańskim. W 1449 roku, w wyniku podziału, otrzymał razem z Janem Przewóz wraz z przyległościami. Z uwagi na prawdopodobne ograniczenie umysłowe nie uczestniczył w życiu politycznym i nigdy się nie ożenił. Faktyczną władzę w księstwie przewoskim sprawował jego młodszy brat, który miał obowiązek zapewnić mu utrzymanie.
Jeszcze przed podziałem ojcowizny bracia niedzielni zmagali się z problemami finansowymi z racji niewielkich dochodów przynoszonych przez księstwo żagańskie, które nasiliły się po podziale terytorium. Wacław żył niezwykle skromnie, otrzymując od braci Baltazara i Jana 28 srebrnych groszy na dzienne wydatki. Nie posiadał dworu, zadowalając się tylko jednym służącym i stołując u mieszczan żagańskich.

### Zrzeczenie się władztwa terytorialnego
Kiedy Jan sprzedał księstwo żagańskie, Przewóz i Nowogród Bobrzański kuzynom, władcom Saksonii Ernestowi i Albrechtowi, Wacław otrzymał 2100 florenów węgierskich z tytułu renty, która była mu wypłacana przez nowych władców Żagania po zrzeczeniu się przez niego praw do księstwa, co nastąpiło 27 grudnia 1472.
W 1476 roku, po śmierci krewnego Henryka XI, zrzekł się pretensji do księstwa głogowskiego za sumę 400 guldenów.

### Pobyt we Wrocławiu
Po zrzeczeniu się władzy w księstwie Wacław przeniósł się do Wrocławia, gdzie żył jak zwykły mieszczanin, być może z trzema niezamężnymi siostrami Barbarą, Scholastyką i Agnieszką. Czynnie uczestniczył w życiu religijnym miasta, wstąpił do bractwa przy kościele św. Barbary. W 1478 roku sporządził testament, w którym zapisał swój majątek na budowę i wyposażenie kościoła św. Barbary.

## Pochówek
Po śmierci, która nastąpiła 29 kwietnia 1488 roku, znalazł miejsce spoczynku w świątyni, którą wspierał – kościele św. Barbary. Książę pragnął być pochowany na przykościelnym cmentarzu, co było wyrazem jego pokory, jednak wykonawcy testamentu nie wyrazili na to zgody. Ostatecznie, wybierając wyjście kompromisowe, zwłoki Wacława złożono w południowym przedsionku świątyni w kruchcie, co nadal było niegodnym pochówkiem.